# BLOSUM打分矩阵
BLOSUM打分矩阵是一种在生物信息学中用于序列对比的氨基酸替换打分矩阵。BLOSUM 是“blocks substitution matrix”的缩写。它是目前常用的一种氨基酸替换打分矩阵。BLOSUM打分矩阵最早由 Steven Henikoff.  和 J.G Henikoff在他们的论文中被提出。其中，他们从BLOCKS数据库中对那些在高度保守序列中的蛋白质家族进行观察测量进而整理出了氨基酸替换的概率。他们继续使用对数胜算来计算矩阵中的分值。与PAM打分矩阵相比，BLOSUM打分矩阵的内容皆由观察得出。在实际运用中，BLOSUM矩阵通常能获得更好的结果。

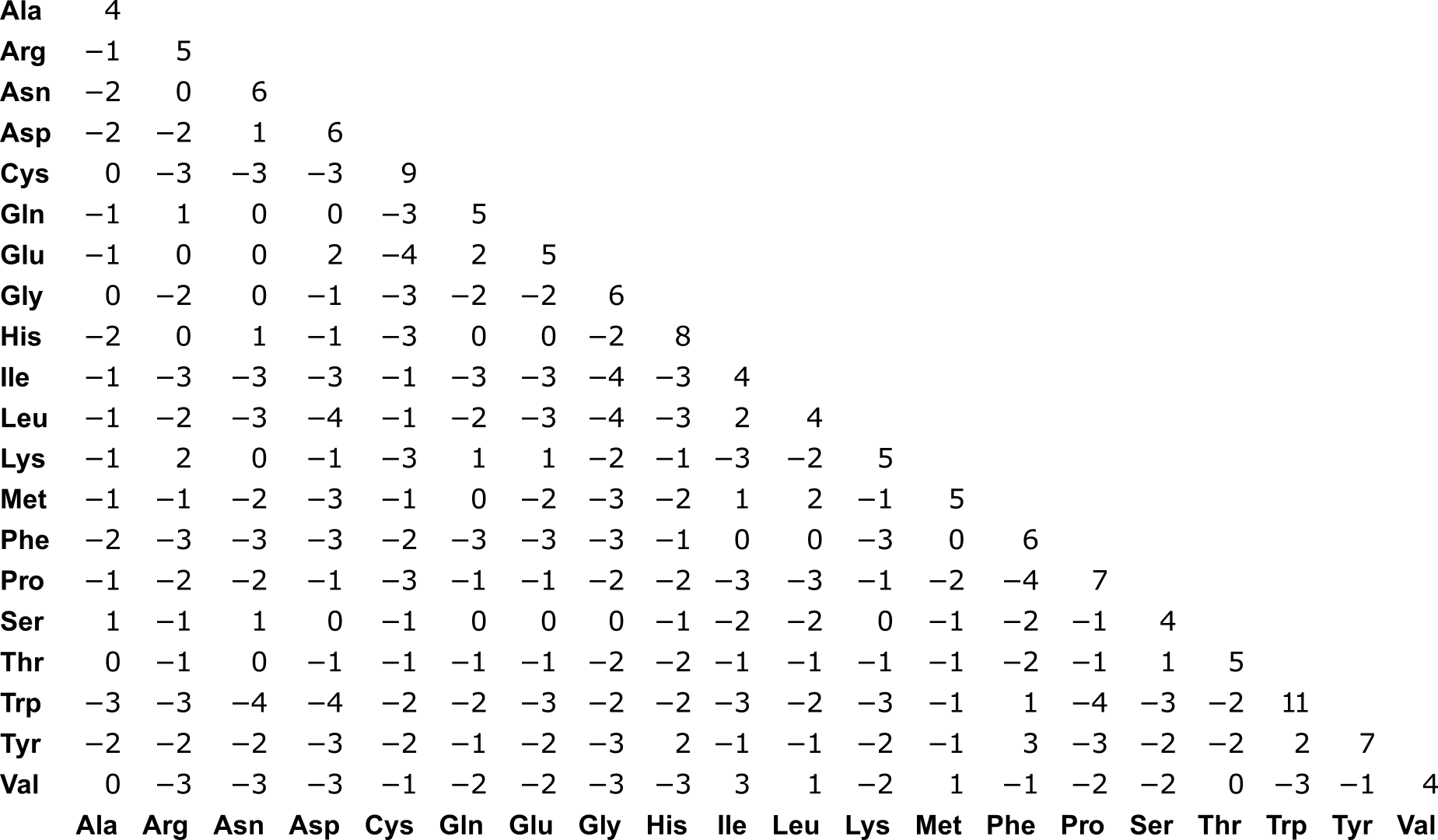
常用的BLOSUM62打分矩阵

## 轶闻
目前最常使用的BLOSUM62矩阵被发现存在计算错误。然而这些计算错误却使该矩阵在序列对比时的表现提高了

## 引用来源
1. ↑  Henikoff, S.; Henikoff, J.G. . PNAS. 1992, 89 (22): 10915–10919. PMC 50453 . PMID 1438297. doi:10.1073/pnas.89.22.10915.
2. ↑   (PDF).   [2017-03-01]. （原始内容存档 (PDF)于2019-02-15）.